# Joseph Durn
Joseph Durn, slovenski društveni in kulturni delavec v Združenih državah Amerike, * 22. marec 1894, Gradišče pri Vipavi, † 13. februar 1959, Cleveland. 

## Življenje in delo
V Clevelandu je bil vodilni delavec pri slovenski narodni podporni jednoti, jugoslovanskem republičanskem združenju in Cankarjevi ustanovi. Bil je med ustanovitelji Slovenskega delavskega doma v Colinwoodu in dolgoletni dopisnik slovenskih časopisov v ZDA. Med 2. svetovno vojno in po njej je bil med pobudniki zbiranja pomoči Jugoslaviji, za obnovo Narodnega doma v Trstu in za spomenik Louisu Adamiču v Grosupljem.